# Bosaso
Bosaso (Somalisch: Boosaaso; Arabisch (بوساسو) Bawsāsū), vroeger genaamd Bandar Qasim of Bender Cassim, is de derde stad van Somalië en beschikt over de grootste haven van het land. De stad heeft als gevolg van de Somalische burgeroorlog een aanzienlijke bevolkingsgroei doorgemaakt, doordat het noorden veilig was. In 2005 telde Bosaso 500.000 inwoners, in 2013 reeds 700.000.
Bosaso ligt in de autonome regio Puntland in het noorden van het land en is de commerciële hoofdstad van de regio. Het is tevens de hoofdstad van de Somalische provincie Bari. De stad is wat meer ontwikkeld dan de meeste steden in Somalië.
De stad is erg oud: zij was al bekend bij de Grieken en Romeinen (vroeger Mosylon geheten), maar er is geen historische binnenstad. De inwoners zijn voor het overgrote deel van de Darod-clan en van de subclans Dashiishe, Majeerteen en Warsangeli.